# Tanfoglio Stock II
Le Tanfoglio Stock II est un pistolet semi-automatique fabriqué par Tanfoglio. 

## Description
C'est une arme sportive (utilisée pour le tir sportif de vitesse - IPSC) en Inox chambrée en 9 x19mm, en .40 S&W, en 9x21 mm IMI pour le marché italien, en .38 Super, en 10mm auto et en .45 ACP. Elle est dérivée du modèle Combat Sport (P19).
Le Stock II est une arme de format standard (canon de 113 mm), son poids est de 1 180 g.
Ce pistolet fonctionne en mode simple action et double action et fonctionne selon le principe du percuteur frappé avec chien externe (marteau). Il est équipé d'une sécurité active ambidextre, d'une hausse intégralement réglable, d'un guidon interchangeable  et bénéficie de nombreuses possibilités de personnalisation.
Il possède un canon de 113 millimètres à âme polygonale.